# Odontophrynus occidentalis
Espèce
Synonymes
- Ceratophrys occidentalis Berg, 1896

Statut de conservation UICN

 LC  : Préoccupation mineure
Odontophrynus occidentalis est une espèce d'amphibiens de la famille des Odontophrynidae.

## Répartition
Cette espèce est endémique du centre et de l'Ouest de l'Argentine.

## Publication originale
- Berg, 1896 : Batracios Argentinos. Enumeración Sistemática, Sinonimia y Bibliografía de los Batracios de la República Argentina. Anales del Museo Nacional de Historia Natural de Buenos Aires, vol. 5, p. 147-226 (texte intégral).